# والری مدودتسف
والری مدودتسف (روسی: Валерий Алексеевич Медведцев؛ زادهٔ ۵ ژوئیهٔ ۱۹۶۴) ورزشکار دوگانه اهل روسیه بود.